# Jorgos Diamandopulos
Jorgos Diamandopulos (gr. Γιώργος Διαμαντόπουλος; ur. 15 lutego 1980 w Cholargos) – grecki koszykarz występujący na pozycjach rzucającego obrońcy oraz niskiego skrzydłowego, aktualnie zawodnik III ligowej drużyny greckiej – Papagu.

## Osiągnięcia
Stan na 18 maja 2016, na podstawie, o ile nie zaznaczono inaczej.
Drużynowe
- Mistrz:
  - FIBA EuroCup Challenge (2007)
  - Superpucharu Cypru (2013)
- Wicemistrz:
  - pucharu:
    - Cypru (2013)
    - Grecji (2004)

Indywidualne
- MVP greckiego meczu gwiazd (2003)
- Lider strzelców:
  - ligi greckiej (2003)
  - Pucharu Saporty (2002)
- Uczestnik greckiego meczu gwiazd (2001, 2002, 2003)

Reprezentacja
Młodzieżowe
- Brązowy medalista mistrzostw Europy U–18 (1998)
- Uczestnik mistrzostw świata U–19 (1999 – 7. miejsce)